# Jules Pélissier
Jules Pélissier, il cui vero nome è Julien Pélissier, (Vence, 7 febbraio 1990), è un attore francese.

## Biografia

### Infanzia
Jules Pélissier è nato il 7 febbraio 1990 a Vence, nelle Alpi Marittime, figlio di Sylvie e Jean-Noël Pélissier. Ha una sorella di tre anni e mezzo più giovane di lui, Laura.
Ha studiato alla scuola Marc Chagall, al collegio Sine e al liceo Henri Matisse, tutte scuole situate a Vence.

### Nouvelle Star
Quando aveva solo 18 anni, ha partecipato alla sesta stagione di Nouvelle Star. Apprezzato dalla giuria e dal pubblico, venne eliminato poco prima dei quarti di finale, il 21 maggio 2008. 
Questa esperienza gli permette, oltre a vivere un'avventura con Nubia, la figlia di Lio, di essere individuato nei circoli musicali e cinematografici. Così, Spleen lo porterà sul palco tra Hugh Coltman e Keziah Jones al festival musicale del 2008.
L'anno successivo ha sfilato per Agnès b. prima di iniziare come editorialista nel programma Louise Attaque su France 4. Insieme a Louise Ekland, copre i vari festival musicali estivi andando a catturare l'atmosfera del backstage durante i concerti.

### Carriera di attore
Fu durante questo periodo che partecipò come attore al film Noi, insieme, adesso - Bus Palladium, il primo film di Christopher Thompson.
Nel settembre 2010 viene scelto da Fabrice Gobert per interpretare Jérémie, personaggio principale di Simon Werner a disparu.... Selezionato a Cannes (Un certain regard), il film è stato accolto favorevolmente dalla critica e ha permesso a Jules Pelissier di essere scoperto da un pubblico che non seguiva necessariamente lo spettacolo di télé-crochet.
In seguito ha recitato nei film La belle vie (2013), Un momento di follia (2015) e Io danzerò (2016).

## Filmografia

### Cinema
- Noi, insieme, adesso - Bus Palladium (Bus Palladium), regia di Christopher Thompson (2010)
- Simon Werner a disparu..., regia di Fabrice Gobert (2010)
- Un déjeuner du dimanche, regia di Baptiste Debraux - cortometraggio (2011)
- 216 mois, regia di Frederic Potier e Valentin Potier - cortometraggio (2013)
- La belle vie, regia di Jean Denizot (2013)
- Un momento di follia (Un moment d'égarement), regia di Jean-François Richet (2015)
- Io danzerò (La danseuse), regia di Stéphanie Di Giusto (2016)
- Sunshine State of Mind, regia di Vincent Dale e Germain Le Carpentier (2018)
- Versus, regia di François Valla (2019)

### Televisione
- Deux flics sur les docks - serie TV, 1 episodio (2014)
- Brûlez Molière!, regia di Jacques Malaterre – film TV (2018)